# Ligne de tramway 37 (SNCV Groupe du Centre)
La ligne 37 est une ancienne ligne du tramway du Centre de la Société nationale des chemins de fer vicinaux (SNCV) qui reliait La Louvière à Strépy-Bracquegnies.

## Histoire
1907 : mise en service par reprise du tronçon Saint-Vaast - Bracquegnies de la ligne Binche - Bracquegnies (voir ligne 36), traction vapeur.
mai 1911 : électrification.
1937 : attribution de l'indice 37 (La Louvière Gazomètre - Bois-du-Luc Gare).
1962 : suppression (remplacement par un service routier).

### Monographies
- Association ferroviaire des cheminots de Charleroi (AFCC) et Patrimoine ferroviaire et tourisme (PFT), Les tramways vicinaux de Charleroi et du Centre, Éditions Patrimoine ferroviaire et tourisme, 1996, 229 p.